# 3969 Rossi
3969 Rossi eller 1978 TQ8 är en asteroid i huvudbältet som upptäcktes den 9 oktober 1978 av den sovjetisk-ryska astronomen Ljudmila Zjuravljova vid Krims astrofysiska observatorium på Krim. Den är uppkallad efter arkitekten Carlo Rossi.
Asteroiden har en diameter på ungefär 3 kilometer.